# 알락하늘소
알락하늘소 (학명: Anoplophora chinensis 아노플로포라 키넨시스[*])는 대한민국, 중국, 일본, 대만 및 동남아시아가 원산인 하늘소로 심각 해충이다. 이탈리아, 스위스, 튀르키예, 프랑스, 독일, 크로아티아에 생태교란종으로 유입해 있다.
이 하늘소가 창궐하게 되면 감귤류, 피칸, 사과, 유럽흑송, 무궁화속, 개버즘단풍, 버드나무, 배나무, 뽕나무, 멀구슬나무, 포플러류, 리치, 금귤, 삼나무, 참나무 및 무화과나무속 등의 수종에 있는 여러 종류의 변재를 가해한다.

## 지역분포

### 아시아
알락하늘소는 중국 및 한반도 뿐만 아니라 베트남, 말레이시아, 인도네시아, 필리핀에서도 서식한다. 그러나 이 하늘소는 아시아와 유럽 간 무역 운송으로 인해 추가 지역으로 이동할 수 있었기 때문에 이탈리아 등의 유럽 국가를 포함한 전세계 여러 지역에서 외래침입종으로 구분한다. 식물이나 나무가 실린 화물이 전파 통로가 되며 그 안에 잠복한다.

### 북아메리카
알락하늘소는 1999년 4월 미국에서 처음으로 발견이 되었는데, 애선스의 묘목 온실에 있는 중국에서 수입된 어느 분재에서 단 한 마리의 개체가 발견된 것이다. 이후 2001년 8월, 미국 시애틀 인근에 있는 어느 투퀼라 묘목장에서 한국에서 369그루의 단풍나무 분재 중 한국산 운송품에서 알락하늘소가 발견되었다. 이 묘목장에서는 산란 준비를 마친 교미한 암컷을 포함한 하늘소 3마리가 포획되었다. 그러나 분재목을 해부했을 때 8개의 애벌레 탈출공이 발견되어 나머지 5마리가 주변 지역으로 탈출했을 가능성이 있음을 암시했다. 확산 가능성을 우려한 관계자들은 이 지역 주민들에게 장작을 옮기지 말 것을 요청했으며, 발생이 확인되지 않은 지역에도이를 알렸다.

### 영국
알락하늘소는 2008년 에식스에서 그 존재가 여러 번 목격되었다.

## 서식지
알락하늘소는 대개 따뜻한 온대 기후를 선호하지만, 너무 더운 기후는 기피한다. 전세계 내 온대 기후인 지역에는 생태교란종으로 알락하늘소의 아종이 서식할 가능성이 크다. 예를 들어, 미국 플로리다주와 캘리포니아주의 온대 기후는 다른 미국의 주들보다 창궐 위험이 더 높다. 특정 지역이나 국가에서알락하늘소의 개체 수에 따라 선호 온도의 정확한 범위도 달라진다. 알락하늘소는 두 개의 아종으로 이루어져 있는데, 그 중 하나는 알락하늘소의 또다른 학명으로 불리기도 하는 Anoplophora malasiaca이다. 한 연구에 따르면 중국의 알락하늘소 아종은 이탈리아의 알락하늘소 개체수보다  3°C~7°C 정도의 더 낮은 온도를 선호하여 최적의 성장과 발달을 하는 것으로 나타났다.

### 서식지 내 기후
다양한 종류의 나무에 서식하지만, 감귤나무의 경우 애벌레가 보통 귤을 파고 들어가 성숙하여 먹이를 찾는다.
식물의 뿌리는 온도가 에서 보통 하루에서 일 년 내내 안정되어 있어, 급격한 온도 변화가 없는 점으로 인해 알락하늘소의 많은 애벌레들이 뿌리에서 번데기가 되어 성충이 된다. 그러나 연구에 따르면 성체가 되기까지 생존하기 위해서는 어느 정도의 온도 변화가 필요하다. 이 연구는 최대 20°C에서 30°C의 약한 온도 변화를 주었지만 이는 실제 계절 변화와 비슷한 온도 변화는 아니다. 이는 성체가 되기까지 성장하기 위해서는 어느 정도의 약한 온도 변화가 필요하지만, 극심한 더위나 추위가 자손이 번데기가 되어 성체가 될 때까지 생존하는 것으로 이끌어주지는 않는다는 점을 보여준다. 예를 들어, 40°C 언저리 및 그 이상의 온도는 성장과 발달을 완전히 중지시킨다.

## 생활환
알락하늘소의 수명은 약 1~2년이다. 성충은 4월부터 12월까지 볼 수 있다. 5월부터 7월까지 가장 활발하게 활동한다. 애벌레 단계의 모든 영을 거쳐 번데기가 되어 4~6주를 보낸다. 알락하늘소는 성충기에 도달하면 아성충으로 분류되며 성숙하는 데 약 1~2주가 걸린다. 성충은 산란 이전에 10-15일 동안 나뭇가지, 잎자루, 잎맥을 식해한다.

### 번식
알락하늘소는 접촉페로몬 및 단거리 페로몬를 사용하여 짝을 찾는다. 애벌레의 기주식물은 성충의 수명과 번식력을 결정하는 데 중요하다. 암컷 성충은 나무 껍질에 알을 하나 씩 낳아 보관하는데, 주로 지제부, 경령(頸領), 그리고 노출근에서 일어난다. 암컷은 수피 안쪽을 갉아먹어 T자 모양 산란공을 만들어 수피조직에 알을 한 개 씩 낳는다. 여름에는 산란하는 데 1~2주가 걸린다. 애벌레가 부화하면 용화할 장소로 쓰일 구멍을 나무 속에서 갉아먹어 만들어낸다. 성충 우화 후 산란하기까지 1~2년이 걸린다.

## 먹이원

### 애벌레
암컷 성충은 교미 후 200개 이상의 알을 낳는데, 대개 선택한 기주식물의 관다발 조직 내부에 산란한다. 부화 후 먹이를 먹을 준비를 마치면, 기주의 목재 속으로 파고 들어가며 초기유충 시기 동안 그 식물의 체관부~부름켜 부위를 갉아먹는다. 후기유충 단계에 이르면 좀 더 깊게 파고 들어가 물관부를 갉아먹는다.

### 성충
갓 우화했을 때의 성충은 성적으로 불완전한 일종의 아성충 상태이다. 따라서 성충은 성적 완숙기에 도달하기 위해 기주식물의 나뭇가지를 갉아먹는 시기를 보낸다.(후식). 알락하늘소 성충은  다식성인데, 이는 매우 다양한 종류의 식물에 침입해 이들을 먹는다는 것을 뜻한다. 성충이 대부분의 수종에 침입해 대개 식해하는 한편, 더 큰 생존력을 촉진시켜 먹이로 삼는 특정 나무들이 더 흔하다. 보통 식해하는 나무는 감귤류의 수종들이며, 이는 알락하늘소의 영칭인 citrus longhorned beetle의 어원이 되기도 했다. 덧붙여서 네군도단풍, 가시칠엽수, 단풍버즘나무, 루브라참나무, 큰잎유럽피나무 등의 도시 수종이 다른 도시 수종들보다 생존력이 뛰어나다는 것을 보여주는 연구결과가 있다. 이 연구는 실험한 수종들 사이에서 알락하늘소가 네군도단풍과 필드단풍나무를 좀 더 선호한다는 사실을 보여주기도 했다. 학자들은 또한 알락하늘소가 접촉한 대부분의 식물을 먹이로 삼기 때문에 새로운 지역에 침입하고 새로운 식물 종을 발견함에 따라 숙주 범위가 계속 확장될 것이라고 인정했다.

## 유전성
연구진은 2016년 알락하늘소의 온전한 미토콘드리아 게놈에 대한 분석을 거의 완료했다. 이들은 여러 단백질 암호화 영역(엑손), tRNA 분자, rRNA 분자를 포함하는 15,805개의 염기쌍 게놈 전체를 시퀀싱했다. 이들 발견에는 여러 보존된 인트론 영역(비단백 암호화 영역)과 아데닌 및 티민 뉴클레오타이드에 편향된 미토콘드리아 게놈이 포함된다.또한 베이스의 추론 기법을 사용하여 12가지 대표적인 목하늘소아과의 계통 발생 관계성의 존재를 규명했다. 연구진은 가장 적합한 뉴클레오타이드 치환 모델을 사용하여 200만 세대에 걸쳐 수렴점을 찾았다. 그들은 계통수를 평가하여 메소시이족, 사과하늘소족, 목하늘소족 이렇게 세 가지 계통수로 나누었다.

## 기생 습성
알락하늘소는 기주식물의 뿌리와 관다발 안에 알을 낳는다. 알이 부화하고 애벌레 및 번데기 단계를 관다발에서 보낸다. 이러한 침입은 기주식물에 피해를 주고 수세를 약화시켜 결국 고사에 이르게 한다. 이러한 기생은 이 종의 다른 나라로의 이동을 흔히 ‘감염’이라고 부르는 주된 이유이다. 알락하늘소가 감귤류 식물알락하늘소가 종종 감귤류 식물에 서식한다는 점을 감안할 때, 이 식물들은 이 하늘소가 기생하는 것으로 인해 가장 부정적인 영향을 받게 된다.
현재의 기후 변화 위기를 고려한다면, 알락하늘소의 감염은 특이 이 종이 외래침입종으로 있는 수 많은 나라에서 경제적인 영향을 미친다. 현재 유럽 및 북아메리카 등의 일부 대륙권으로 유입이 된 사실에 따라  알락하늘소의 기생 습성은 과수 플랜테이션 농업을 피해로 이끌 것이며 상당한 경제적 손실을 초래할 것이다.

## 사진

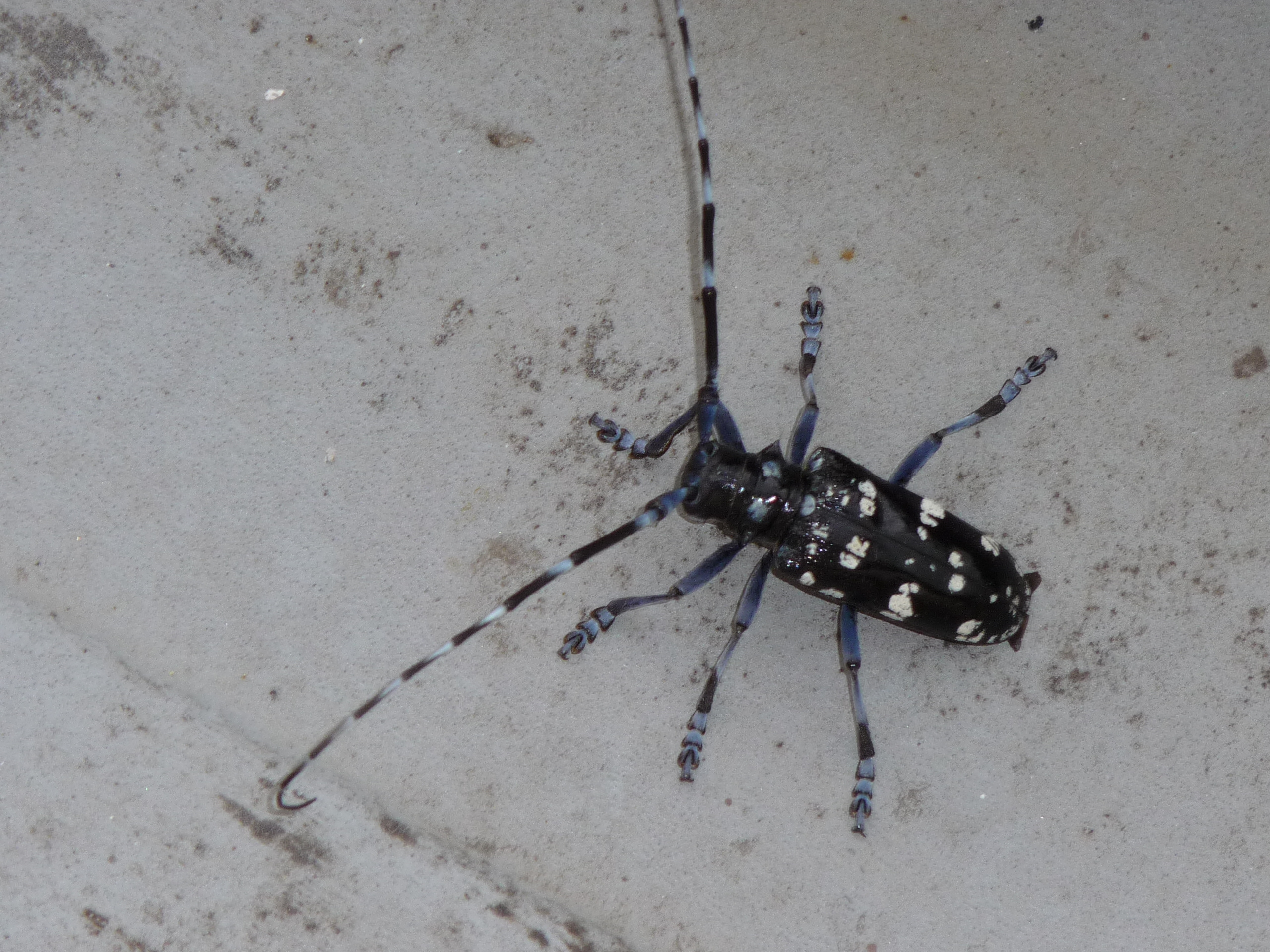
성충 수컷. (일본)